# Walther Seidler

Walther Seidler

Walther Seidler (* 24. Februar 1897 in Kassel; † 15. Januar 1952 ebenda) war ein deutscher Landwirt, NSDAP-Politiker und SA-Führer.

## Erster Weltkrieg
Seidler nahm am Ersten Weltkrieg als Frontsoldat teil und wurde mit einer Reihe von Auszeichnungen dekoriert. Mit Kriegsende hatte er den militärischen Rang eines Leutnants. 1920 nahm er seinen Abschied vom Militär und wurde Landwirt in Landershausen bei Schenklengsfeld.

## NSDAP-Tätigkeit
Am 24. Februar 1925 gründete Seidler mit Gesinnungsgenossen die NSDAP-Ortsgruppe Schenklengsfeld, deren Leiter er wurde (Mitgliedsnummer 11.869). Mit ihrer Hilfe wurde in Hersfeld am 1. Februar 1930 dann eine eigene Ortsgruppe gebildet.
Einer der vielen „Vorläufer“ der Nationalsozialisten war der „Bund Oberland“. In Hessen gründete und führte der aus Mittelfranken stammende Julius Seiler (1902–1967) den Bund Oberland bevor er 1929 in die NSDAP eintrat. Eine NSDAP-Ortsgruppe gab es bereits 1922 im „Landecker Land“ (Schenklengsfeld und Umgebung). Nach dem gescheiterten Hitlerputsch 1923 wurde sie verboten, aber unter anderem Namen neu gegründet (so auch als Schützen- und Wanderbund), aber mit denselben Inhalten.
1927 wurde Seidler SA-Sturmführer. Ab August 1930 war er landwirtschaftlicher Gaufachberater im Gau Kurhessen. Von 1933 bis 1945 war Seidler Landesbauernführer von Kurhessen und Mitglied des Reichsbauernrats, außerdem Gauamtsleiter des Gauamtes für Agrarpolitik.

## Reichstagsabgeordneter und Mitglied der SS
Mit der Reichstagswahl 1930 wurde Seidler der erste Reichstagsabgeordnete der NSDAP aus Kurhessen. Auch bei den beiden folgenden Wahlen zum Reichstag im Jahr 1932 wurde sein Mandat durch die Wähler bestätigt. Auch in den vier „Wahl“-perioden des „Dritten Reiches“ blieb er jeweils Mitglied des bedeutungslos gewordenen Reichstags für den Wahlkreis 19 Hessen-Nassau.
1936 wechselte er von der SA zur SS (Mitglieds-Nr. 276.581) und wurde am 10. September 1939 zum SS-Oberführer befördert.

## Auszeichnungen
- Eisernes Kreuz (1914) II. und I. Klasse
- Verwundetenabzeichen (1918) in Schwarz
- Goldenes Parteiabzeichen
- Dienstauszeichnung der NSDAP in Bronze und Silber
- Ehrendegen des Reichsführers SS
- Totenkopfring der SS
- Kriegsverdienstkreuz II. Klasse ohne Schwerter